# Óbudai Kisfaludy Színház
Az óbudai Kisfaludy Színház Budapest egyik magyar nyelven játszó teátruma volt a 19. század végétől 1944-ig.

## Története
Óbuda első, a főváros ötödik állandó színházát, 1896 októberében Serly Lajos költségén (40 ezer forint tőkével) kezdték el építeni, Bernthaller Adolf és Bayer Gyula építészek tervei alapján.
Óbudán, a  Lajos utca 111.-ben az elhagyott bőrgyári raktárból átalakított, Dunára néző homlokzatú, kétszintes, egy emelet magasságú színház, neorokokó stílusban épült. A homlokzatán a színészet három allegorikus alakja, három múzsája: Thália, Terpszikhoré és Euterpé szobra fogta körül Óbuda címerét. Két ablak közötti kagylódíszes szoborfülkében a névadó Kisfaludy Károly mellszobra állt. 
A nézőtér összesen 450 férőhellyel rendelkezett. 12 páholya is volt a teátrumnak, az erkélyszékek mögött karzati ülő- és állóhelyekkel kiegészítve. A színháznak volt vasfüggönye is, világítását villanyárammal oldották meg. A színpad előtt álló zenekari árokban 21 tagú zenekar muzsikált. Egy héttel a megnyitó után, a Fővárosi Lapok tudósítója Csergő Hugó így mutatta be az új színházat:

„Aránylag elég nagy előcsarnokból jutunk a földszintre, míg jobbról-balról lépcső vezet a páholyokhoz és az erkélyre. Az első emeleti előcsarnokban van a büffé. A színház belseje meglepően csinos és barátságos. A földszinten kényelmes támlásszékek, zártszékek, oldalt köröskörül nyílt páholyok vörös tapétákkal kék függönyökkel díszítve. 
Az erkély és a mennyezet fehér színben tartva, gazdag aranyozással. Az erkélyszékek mögött jóval magasabban, úgy hogy szinte második emeletnek is beillenek, vannak a karzati ülő- és állóhelyek…A nézőtéren, színpadon mindenütt villamos izzó lámpák működnek, a zenekar félig elsüllyesztve van a színpad alatt, a színpad maga pedig aránylag elég nagy és tágas, úgy, hogy látványos darabok előadására is alkalmas. A színpad mögött az öltözők kicsinyek, de elég kényelmesek, szóval minden arról tanúskodik, hogy nem fukarkodtak semmiképpen abban, hogy a múzsa az új színházban kellemes és kedves otthont találjon.”

A színház 1897. február 20-án nyitotta meg kapuját Kisfaludy Károly Vígjáték és Franz von Suppé Felsőbb leányok című darabjával.
Első igazgatója, a színház építtetője Serly Lajos, zeneszerző és karmester volt. Az óbudai publikum részvétlenségén elkeseredett Serly egy év múlva már a londoni néprajzi kiállítás területén vezényelte zenekarát, megtartotta azonban tulajdonában a színházat, bérleti díjat fizettek neki az egymást követő színigazgatók. A külvárosi színházat a nézők kevésbé látogatták, bár villamosmegálló is létesült a közelében.
Számos igazgató és társulat megfordult itt. A századfordulón klasszikus és kortárs drámák: Madách Imre, Henrik Ibsen, Friedrich Schiller, Hermann Sudermann, Szophoklész művei egyaránt szerepeltek műsorán. A drámai műveken túl operetteket – Hervé: Lili – és népszínműveket – Csepreghy Ferenc: A sárga csikó – is játszottak. A legnagyobb sikert Abraham Goldfaden Szulamit című történelmi operettje aratta, amely több mint kétszáz előadást ért meg. Ötven évvel később, 1948-ban ezt írták a Világosság című lapban:

„Ez a színház, működésének első idejében állandó válsággal küzdött. Óbudán, akkoriban túlnyomórészt németek laktak, akiket nem igen érdekelt a magyar színház. Az igazgató, Kövessy Albert alig egy esztendővel a színház megnyitása után már arra gondolt, hogy a kapukat bezárja, amikor véletlenül egy Király utcai könyvkereskedés kirakatában megpillantotta a Szulamit című zenés darab szövegkönyvét. Átolvasta és elhatározta, hogy előadja, így is történt. A Szulamit kirobbanó sikert ért el amelynek hírére azontúl valóságos népvándorlás folyt a Kisfaludy Színházhoz, ahol több mint kétszázszor játszották el az eddig ismeretlen operettet. Óbudáról a Király Színházba került a Szulamit, ahol még egy éven keresztül játszották.”

Operaelőadásokat is tartottak a színházban. Pietro Mascagni Parasztbecsület és Giacomo Puccini Pillangókisasszony című operákat egy előadásban mutatták be. Első ősbemutatója az óbudai színháznak, 1899. április 2-án volt, Gerhart Hauptmann színműve, a Henschl fuvaros. A dráma fordítója az ifjú Molnár Ferenc, ennek a színháznak a függönye előtt hajolt meg első ízben színpadon állva, a közönség tapsait megköszönni. A kezdeti igényességet a későbbiekben egyre inkább a szórakoztató művek, zenés vígjátékok, bohózatok és népszínművek hegemóniája váltotta fel. Például Kardos Andor és Garai Imre Nincs többé szegény lány című revüoperettjét is 1930-ban itt mutatták be.
A színház utolsó előadásán ifj. Alexandre Dumas Kaméliás hölgyét játszották. 
1944-ben, az ostrom alatt súlyosan megsérült az épület.
1947-ben a Kossuth Népe című lap, Elloptak és feltüzeltek két színházat – Az újpesti Blaha Lujza és az óbudai Kisfaludy Színház szomorú sorsa című cikkében, a színház akkori tulajdonosa is megszólalt:

„Igen, igen — bólogat mosolyogva —, itt van a színház. A színház és az egész épület a miénk. Az enyém, meg a húgomé. Mikor vettük! Jaj, mikor is? Nagyon-nagyon régen volt már az. Mi adtuk bérbe a színházat mindig, az utolsó bérlő Erdélyi Mihály volt. Még a háború első éveiben is játszottak itt, de aztán bombatalálat érte az épületet. Azóta nincs bérlő. Sokezer koronába — bocsánat —, javítja ki magát elnézést kérő mosollyal —, sokezer forintba kerülne a helyreállítás. Kihordtak innen mindent, ami elmozdítható volt. Pedig milyen szép kis színház volt is ez! A karzat! Meg a páholysorok! Ma már senkinek sem kell. Volt itt egy úr egyszer, megnézte, de azt mondta rá, hogy nagyon drága…”

1948-ban a Világosság című lapban még arról írtak, hogy újjáépítik:  

„A főváros vezetősége elhatározta, hogy újjáépítik az ostrom napjaiban súlyosan megrongálódott, közel ötvenesztendős óbudai Kisfaludy Színházat.”

1949-ben lebontották.

## A színház igazgatói
- Bátori Illés[9] (1923–1924)
- Berkes János (1934–1935)
- Bokross József (1901–1903)
- Déri Sándor (1933)
- Erdélyi Mihály (1934–)
- Fejér Dezső
- Hatvani Károly
- Havi Lajos (1903)
- Huszár Pufi (1931–1932)
- Kabdebo Kaposi Ernő[10] (1903 és 1924–25)
- Kövessy Albert
- Miklósy Aladár (1929–1931)
- Pintér Imre (1921–22)
- Serly Lajos
- Széll József (1926–1929)

## Ismert művészek, akik felléptek a színházban
- Beregi Oszkár
- Bilicsi Tivadar
- Csortos Gyula
- Jávor Pál
- Kabos Gyula
- Keresztessy Mária
- id. Latabár Árpád
- Honthy Hanna
- Makláry Zoltán
- Nagy Bella
- Nagyajtay György
- Rákosi Szidi
- Rátkai Márton
- Somogyi Nusi
- Törzs Jenő
- Vay Ilus